# Dezydery Chłapowski
Dezydery Adam Chłapowski h. Dryja, född 23 maj 1788, död 27 mars 1879, var en polsk baron och general.
Dezydery Chłapowski h. Dryja inträdde 1807 i polska armén, utmärkte sig under fälttåget 1807-13 men tog avsked 1813 och levde på sina gods i Posen. Under polska resningen 1830-31 kämpade han som brigadgeneral med tapperhet mot ryssarna, men blev under operationer i Litauen driven in på ostpreussiskt område och frigavs först efter upprorets kuvande. Chłapowski har skrivit Lettres sur les événements militaires en Pologne et en Lithuanie (1831, svensk översättning 1832) och Mémoires sur les guerres de Napoléon (1925).
Dezedery Chłapowski är också välkänd i polsk historia som initiativtagare till moderna metoder för jordbruk och ekonomi.  Hans kunskaper präglade utseendet av det polska provinsen Wielkopolski. 